# Baptistère San Giovanni (Sienne)
Pour les articles homonymes, voir Baptistère Saint-Jean.
Le baptistère San Giovanni est inclus dans le complexe architectural du Dôme de Sienne, et se trouve à l'aplomb du chœur de la basilique. On y accède par la place homonyme en contrebas accessible par les ruelles et l'escalier latéral extérieur.

## Histoire
Il fut construit entre 1316 et 1325 par Camaino di Crescentino (it) (père de Tino di Camaino), sa façade gothique est incomplète et en partie commune avec l'abside du Dôme qui la surplombe.
Sa forme intérieure est quadrangulaire, divisée en deux rangées de trois nefs ; ses fonts baptismaux ont été réalisés en marbre, en bronze et en émail entre 1417 et 1431 par des maîtres sculpteurs du temps : Donatello (Banchetto di Erode, statues de la Foi et de l'Espérance), Lorenzo Ghiberti, Giovanni di Turino, Goro di Neroccio. Le tabernacle en marbre, les figures des prophètes et la petite statue de saint Jean Baptiste au sommet sont de Jacopo della Quercia.

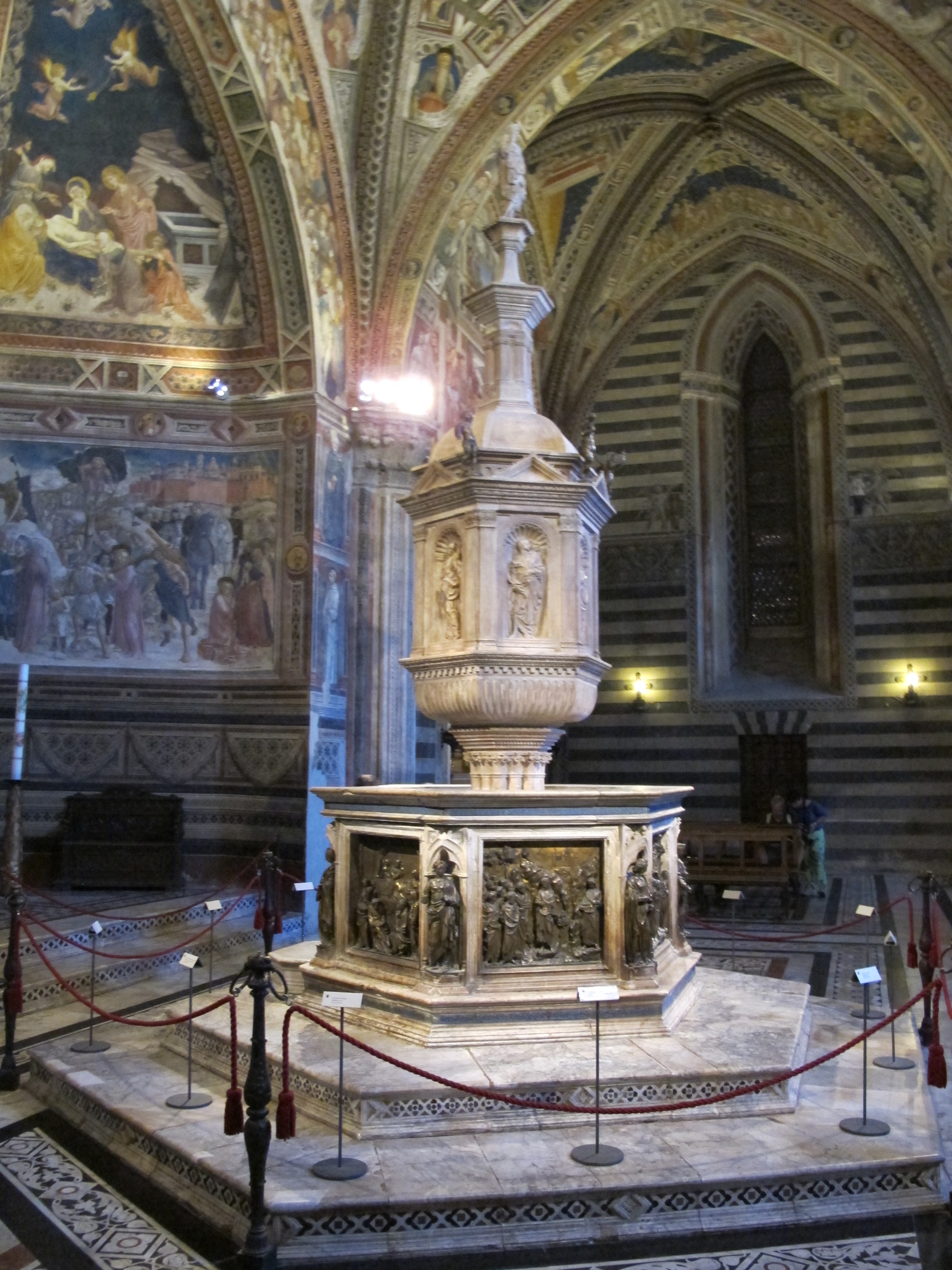
Intérieur

Les fresques sont du Vecchietta et de son école, de Michele di Matteo de Bologne, de Benvenuto di Giovanni, de l'école de Jacopo della Quercia et une de Pietro di Francesco degli Orioli.
Il s'y trouve également deux polyptyques dont un raconte en prédelle la Vie de saint Étienne.

## Sources
- (it) Cet article est partiellement ou en totalité issu de l’article de Wikipédia en italien intitulé « Battistero di San Giovanni (Siena) » (voir la liste des auteurs).